# Хуан де Самано
Хуан Хосе Франсіско де Самано-і-Урібаррі де Ребольяр-і-Масорра (ісп. Juan José Francisco de Sámano y Uribarri de Rebollar y Mazorra; 1753–1821) — іспанський колоніальний чиновник, другий віцекороль Нової Гранади після відновлення іспанської влади.

## Біографія
Народився 1753 року в Селайї. Походив з військової родини, тому вирішив продовжити військові традиції, 1771 року ставши кадетом. 1779 року отримав звання лейтенанта. Пізніше впродовж п'яти років був професором математики в військовій академії в Барселоні.
1780 року вирушив до Нового світу, де спочатку проходив службу в Пуерто-Рико, потім на Кубі та, зрештою, — в Картахені-де-Індіас. 1785 року повернувся до Європи. 1789 року отримав звання капітана, брав участь у війнах проти революційної Франції під командуванням генерала Вентури Каро.
1794 року за власним бажанням його знову було переведено до Нової Гранади. 1806 року зайняв пост губернатора Ріоачі, під час перебування на якому відбив британський напад. 1809 року разом із 30 кавалеристами вирушив з Ріоачі до Санта-Фе-де-Боготи, де став добровольцем на службі віцекороля Амара-і-Борбона, боровся проти повстанців.
В момент проголошення незалежності Нової Гранади 20 липня 1810 року Хуан Хосе де Самано перебував у Боготі, маючи звання полковника й посаду командира допоміжного батальйону. 21 липня здав командування й повернувся до Іспанії.
Невдовзі, однак, Самано знову був відряджений до Америки, де регіон, підпорядкований Королівській авдієнсії Кіто 11 жовтня 1811 року також проголосив незалежність і утворив Державу Кіто. У складі королівських військ брав участь у розгромі повстанців, після чого той регіон став базою для наступу на Нову Гранаду з півдня. 1813 року губернатор Торібіо Монтес поставив Самано на чолі військ, що наступали на північ. 1 липня 1813 року Самано захопив Попаян, після чого отримав звання бригадного генерала. Проте невдовзі він зазнав поразки від Антоніо Наріньйо та втік до Пасто, де був змушений здати командування Мельчору де Аймерічу.
Після повернення до Кіто Самано очолив нову експедицію до Нової Гранади й 29 червня 1816 року здобув вирішальну перемогу при Ель-Тамбо над силами Ліборіо Мехії. 1 липня 1816 року його війська знову ввійшли до Попаяна.
Після отримання звання маршала Пабло Морільйо призначив Самано на посаду генерал-коменданта Нової Гранади. 23 жовтня 1816 року Самано прибув до Боготи та, не очікуючи схвалення від віцекороля Франсіско Монтальви, розпочав репресії проти повстанців, заснувавши Постійну військову раду, вповноважену виносити повстанцям смертні вироки; Раду з чисток, уповноважену судити повстанців, що не заслуговували на смертну кару; та Раду з конфіскацій, уповноважену вилучати майно тих, хто скомпрометував себе участю в повстанні.
У серпні 1817 року Самано став віцекоролем відновленого віцекоролівства Нова Гранада. 9 березня 1818 року він офіційно прийняв справи у Франсіско Монтальви та вступив у посаду.
9 серпня 1819 року Боготи дістались звістки про розгром місцевих військ у битві при Бояці. Самано втік до Картахени, яка, втім, відмовилась визнавати його владу (режим репресій зробив його дуже непопулярним). Він відплив на Ямайку, однак потім повернувся до Панами, що в той час входила до складу Нової Гранади, де, не маючи ані військової, ані адміністративної влади, помер, очікуючи на дозвіл повернутись до Іспанії.